# Dynamisch railverkeersmanagement
Dynamisch Railverkeersmanagement - veelal afgekort als DVM - is een besturingsconcept voor het railverkeer. Praktisch gezien betreft het een samenhangende set innovaties met als basis een meer flexibele planning en inzet van railinfrastructuur. Het is ook de naam van een onderzoeksprogramma dat medio jaren 90 gestart is bij Railned afdeling Innovatie als onderdeel van het programma BB21. Inmiddels wordt het onderzoek naar DVM uitgevoerd bij ProRail afdeling Spoorontwikkeling.
De belangrijkste wetenschappelijke basis voor het concept is gelegd met de dissertatie 'Dynamisch Railverkeersmanagement'. Er zijn inmiddels twee praktijkproeven uitgevoerd: SASA in Amersfoort en De Groene Golf rondom Lage Zwaluwe. De eerste concrete toepassing wordt voorzien in 2007 rondom het spoorknooppunt Schiphol.
Dynamisch Railverkeersmanagement kan ook beschouwd worden als een specifieke variant van het meer algemene verkeerskundige principe dynamisch verkeersmanagement. Het belangrijkste verschil tussen algemeen verkeersmanagement en railverkeersmanagement is dat het spoorverkeer vrijwel altijd volgens een vooraf geplande dienstregeling is georganiseerd.